# Lomná (přítok Lubiny)
O stejnojmenné říčce v severovýchodní části Beskyd pojednává článek Lomná (přítok Olše).
Lomná je potok v Moravskoslezském kraji, přítok řeky Lubiny, který odvodňuje nejjihovýchodnější část okresu Nový Jičín.
V oficiální vodohospodářské evidenci je Lomná vedena jako přítok Bystrého potoka a úsek ve Frenštátu pod Radhoštěm od soutoku Bystrého potoka a Lomné (před železničním viaduktem) po ústí do Lubiny je veden jako součást Bystrého potoka.

## Galerie

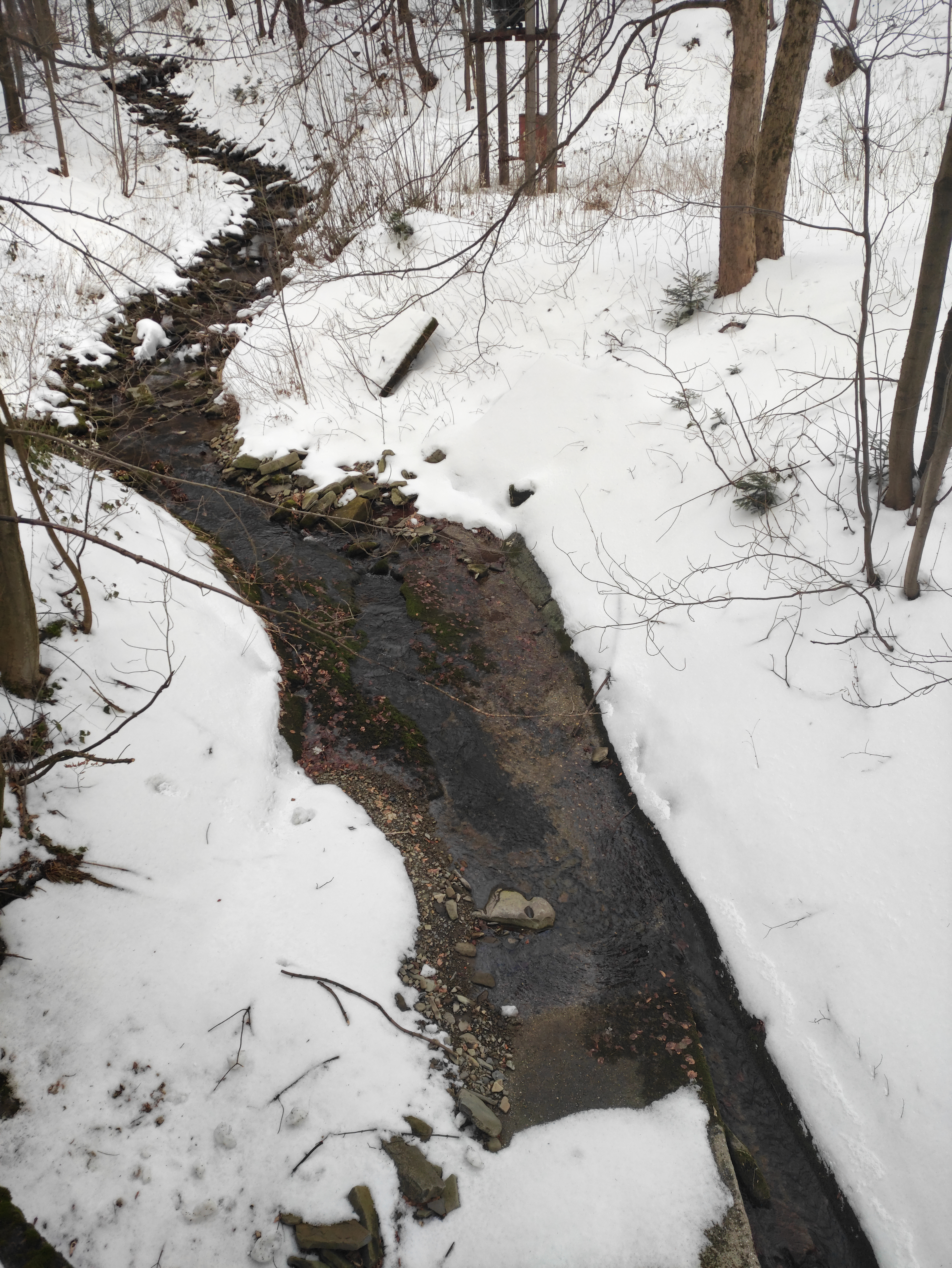

## Popis toku
Lomná pramení v nadmořské výšce okolo 990 m na severním úbočí hory Radegast (1106 m n. m.) v Moravskoslezských Beskydech, v těsném sousedství osady Pustevny. Celý následující tok směřuje zhruba k severozápadu. První dva kilometry spadá Lomná hluboce zaříznutým lesnatým údolím, poté přijímá zprava potůček Malá Ráztoka a vychází do otevřené krajiny. Lomná protéká obcí Trojanovice, za níž následuje město Frenštát pod Radhoštěm. Na začátku Frenštátu se Lomná slévá se zprava přitékajícím Bystrým potokem, protéká podél centra města a na jeho severozápadním konci ústí v nadmořské výšce 372 m zprava do říčky Lubiny, která pak unáší vody Lomné dále do Odry.

## Hlavní přítoky
(levý/pravý)
- Malá Ráztoka (P)
- Bystrý potok (P)